# Maria Grzybkowska
Maria Grzybkowska (ur. 15 sierpnia 1948 w Łodzi, zm. 17 czerwca 2023) – polska entomolog, doktor habilitowana, profesor nauk biologicznych.

## Życiorys
W 1970 ukończyła studia magisterskie na Uniwersytecie Łódzkim, w 1978 obroniła tam doktorat, a w 1993 przedstawiła pracę habilitacyjną. W 2001 uzyskała tytuł profesora.
Opisała rozwój pozazarodkowy kilkunastu gatunków Tanypodinae będących podrodziną ochotkowatych, badanie zostało przeprowadzone na podstawie materiał uzyskanego z hodowli. Zajmuje się faunistyką, biocenologią, produktywnością i udziałem ochotkowatych w trofii rzek nizinnych Polski centralnej m.in. Grabi, Bzury, Widawki i Warty z uwzględnieniem dryfu rozpraszającego (larwy pierwszego stadium). W wyniku przeprowadzonego badania ustalono również wybiórczość pokarmową wielu gatunków ryb w stosunku do wybranych taksonów ochotkowatych (Chironomidae).
Praca naukowa Marii Grzybkowskiej obejmuje taksonomię chruścików (Trichoptera) i ochotkowatych (Chironomidae, Tandypodinae), biologię ochotkowatych w rzekach nizinnych oraz wykorzystanie zasobów pokarmowych przez ochotkowate i ryby.

## Odznaczenia
- Złota Odznaka Uniwersytetu Łódzkiego (1992);
- Medal „Uniwersytet Łódzki w Służbie Społeczeństwu i Nauce” (1996).